# Волосово (Даниловское сельское поселение)
Во́лосово — деревня в Даниловском районе Ярославской области, входит в состав Даниловского сельского поселения. Ранее входила в Ермаковский сельский округ. 

## География
Находится в 21 км от Данилова в 3 км от автомобильной дороги Череповец — Данилов около реки Лунка. 

## Население
| 2007 | 2010 |
| ---- | ---- |
| 18   | ↗22  |

## Инфраструктура
Единственная улица деревни — Колхозная. 